# Новый Двор (Шершунский сельсовет)
Новый Двор (бел. Но́вы Двор) — деревня в Минском районе Минской области Республики Беларусь. В составе Шершунского сельсовета.

## География
Пролегает дорога Н8964.
Ближайшие населённые пункты Грини, Жуки и др.

### Гидрография
Река Гуйка.

## История
Изначально Новый Двор был наследственным владением семьи Стеткевичей. Около 1590 года принадлежал Смоленскому воеводе Петру Дорогостайскому. Позже известными владельцами имения были виленский хоружий Мартин Гурский и его жена Мария Соломерецкая (умерла вскоре после 1627 года), дочь князя Богдана Соломерецкого (кричевского и алучицкого старосты). Мария была свояченицей Богдана Стеткевича.
В 1695 году (или 1668) Новый Двор приобрели минский подстароста Мартин Казимир Володкович (умер в 1716 г.) и его жена Елена Костровицкая. Поместье оставалось в собственности семьи вплоть до 1917 года. Последними тремя владельцами деревни были: Людвик Ксаверий Володкович (род. в 1813 г.), почетный куратор школ Виленчины, его сын Иосиф Габриэль Володкович (1851-1913) и сын Иосифа, Людвик Левон Володкович (1878-1930).

В 1905 году в Радошковской волости Вилейского уезда Виленской губернии.

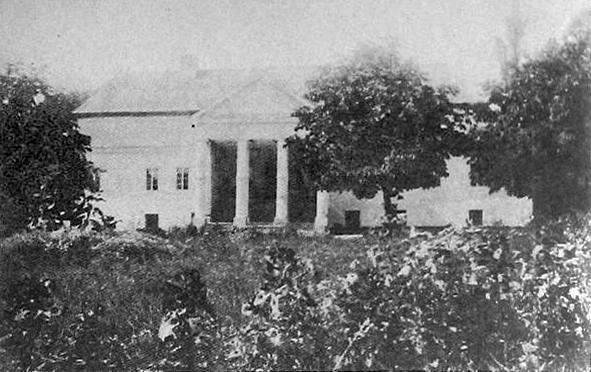
Новый Двор. Вид спереди, около 1914 года
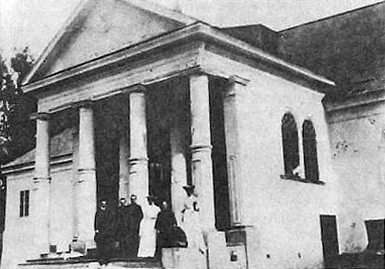
Новы Двор. Вид спереди. Портик, около 1914 года

С 20 января 1960 года по 1968 год Новый Двор является центром Роговского сельсовета.

## Население

### Численность
- 2012 год — 717 человек

### Динамика
- 1905 год — 117 человек (66 муж. и 51 жен.), имение[2]
- 1999 год — 611 человек (перепись населения)
- 2009 год — 703 человек (перепись населения)[2]
- 2012 год — 717 человек

## Достопримечательность

### Утраченное наследие
- Усадебно-парковый ансамбль Володковичей